# Michael Kahn
Michael Kahn (New York, 8 december 1935) is een Amerikaanse filmeditor. Hij is een drievoudig Oscarwinnaar en werd vooral bekend van zijn samenwerkingen met regisseur Steven Spielberg.

## Carrière
Michael Kahn werd in 1935 geboren in New York. In de jaren 1950 verhuisde hij naar Californië om er in dienst van een New Yorks reclamebureau televisiespots te maken. Vervolgens kreeg hij een baan aangeboden bij Desilu, het productiebedrijf van Desi Arnaz en Lucille Ball, en werd hij de assistent van Dann Cahn, een toenmalige monteur van de tv-serie I Love Lucy (1951–1957). Het eerste tv-programma waar Kahn zelf aan meewerkte was de westernserie The Adventures of Jim Bowie (1956–1958).
Kahn werkte in de daaropvolgende jaren aan verschillende tv-series mee en werd in 1965 na vier afleveringen benoemd tot de vaste monteur van de komische reeks Hogan's Heroes (1965–1971). In 1969 monteerde Kahn met The Activist zijn eerste langspeelfilm.
Grote bekendheid verwierf hij pas in de jaren 1970, toen hij voor het eerst mocht samenwerken met regisseur Steven Spielberg. Op aanraden van Irvin Kershner en Owen Roizman had Spielberg een gesprek met Kahn, die vervolgens de sciencefictionfilm Close Encounters of the Third Kind (1977) mocht monteren. De film werd een succes en leverde zowel Spielberg als Kahn een Oscarnominatie op. Vanaf dan werd Kahn de vaste monteur van Spielberg en werkte hij aan elke film van de regisseur mee, op uitzondering van E.T. the Extra-Terrestrial (1982). Voor de Spielbergfilms Raiders of the Lost Ark (1981), Schindler's List (1993) en Saving Private Ryan (1998) won Kahn telkens een Oscar. Tussendoor werkte Kahn ook mee aan bekende filmproducties als The Goonies (1985), Fatal Attraction (1987) en Lara Croft Tomb Raider: The Cradle of Life (2003).
Kahn monteert meestal met film en maakt daarbij gebruik van een Moviola en een flatbed-editor. Soms monteert hij de film op digitale wijze, zoals het geval was voor bijvoorbeeld Twister (1996) en Lemony Snicket's A Series of Unfortunate Events (2004). De animatiefilm The Adventures of Tintin: The Secret of the Unicorn (2011) was de eerste film van Spielberg en Kahn die digitaal gemonteerd werd met behulp van Avid.
In 2011 ontving Kahn de carrièreprijs van de American Cinema Editors (ACE).

## Prijzen

### Academy Awardvoor Beste montage
- Close Encounters of the Third Kind (1977) (genomineerd)
- Raiders of the Lost Ark (1981) (gewonnen)
- Fatal Attraction (1987) (genomineerd)
- Empire of the Sun (1987) (genomineerd)
- Schindler's List (1993) (gewonnen)
- Saving Private Ryan (1998) (gewonnen)
- Munich (1940) (genomineerd)
- Lincoln (2012) (genomineerd)

### BAFTAvoor Beste montage
- Close Encounters of the Third Kind (1977) (genomineerd)
- Raiders of the Lost Ark (1981) (genomineerd)
- Indiana Jones and the Temple of Doom (1984) (genomineerd)
- Fatal Attraction (1987) (gewonnen)
- Schindler's List (1993) (gewonnen)
- Saving Private Ryan (1998) (genomineerd)

### Emmy Award
- Beste montage (tv-special) – Eleanor and Franklin (1976) (gewonnen)

## Filmografie
- The Activist (1969)
- Touch Me (1971)
- Wild in the Sky (1972)
- Trouble Man (1972)
- Rage (1972)
- The Spook Who Sat by the Door (1973)
- Black Belt Jones (1974)
- Truck Turner (1974)
- Golden Needles (1974)
- Buster and Billie (1974)
- The Savage Is Loose (1974)
- The Devil's Rain (1975)
- The Ultimate Warrior (1975)
- The Return of a Man Called Horse (1976)
- Close Encounters of the Third Kind (1977)
- Eyes of Laura Mars (1978)
- Ice Castles (1978)
- 1941 (1979)
- Used Cars (1980)
- Raiders of the Lost Ark (1981)
- Poltergeist (1982)
- Table for Five (1983)
- Indiana Jones and the Temple of Doom (1984)
- Falling in Love (1984)
- The Goonies (1985)
- The Color Purple (1985)
- Wisdom (1986)
- Fatal Attraction (1987)
- Empire of the Sun (1987)
- Arthur 2: On the Rocks (1988)
- Indiana Jones and the Last Crusade (1989)
- Always (1989)
- Arachnophobia (1990)
- Toy Soldiers (1991)
- Hook (1991)
- Alive (1993)
- Jurassic Park (1993)
- Schindler's List (1993)
- Casper (1995)
- Twister (1996)
- The Lost World: Jurassic Park (1997)
- Amistad (1997)
- Saving Private Ryan (1969)
- The Haunting (1999)
- Reindeer Games (2000)
- A.I.: Artificial Intelligence (2001)
- Minority Report (2002)
- Catch Me If You Can (2002)
- Lara Croft Tomb Raider: The Cradle of Life (2003)
- Peter Pan (2003)
- Lemony Snicket's A Series of Unfortunate Events (2004)
- The Terminal (2004)
- War of the Worlds (2005)
- Munich (2005)
- 10 Items or Less (2006)
- The Spiderwick Chronicles (2008)
- Indiana Jones and the Kingdom of the Crystal Skull (2008)
- Prince of Persia: The Sands of Time (2010)
- The Adventures of Tintin: The Secret of the Unicorn (2011)
- War Horse (2011)
- Lincoln (2012)
- Bridge of Spies (2015)
- The Post (2017)
- The Fabelmans (2022)